# پاراماتا

باروک پاراماتا

پاراماتا (Parramatta)، یکی از شهرهای اقماری کلانشهر سیدنی در ایالت نیو ساوت ولز (New South Wales) کشور استرالیا است. این مرکز شهری، در ۲۳ کیلومتری باختر مرکز شهر سیدنی قرار گرفته و مرکز دولت محلی «شهر پاراماتا» شناخته می‌شود. پاراماتا کانون بزرگ تجاری غرب «سیدنی بزرگ» است. آن را «پارا» نیز می‌نامند. این شهر در سرشماری سال ۲۰۲۱ به تعداد ۲۵۶٬۷۲۹ نفر جمعیت داشته است.

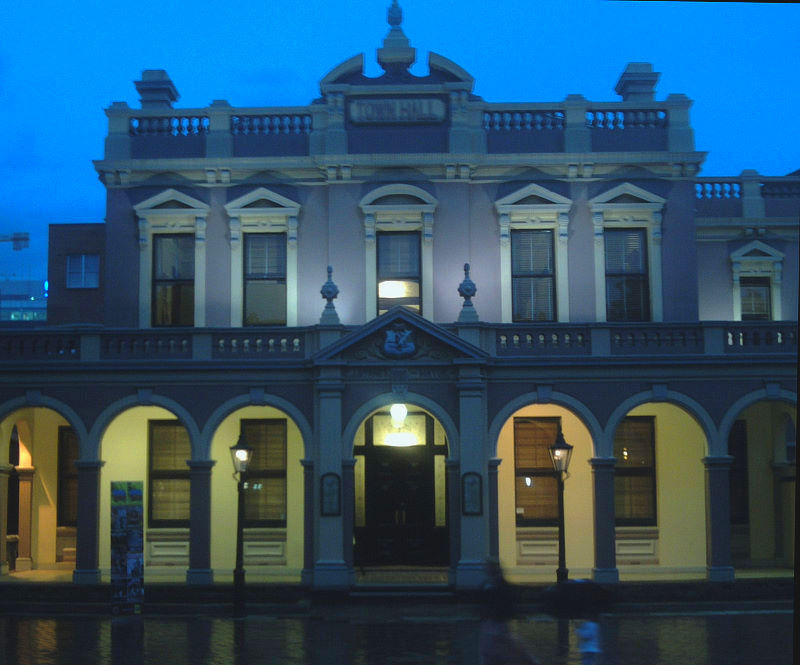
ساختمان تاریخی انجمن شهر پاراماتا
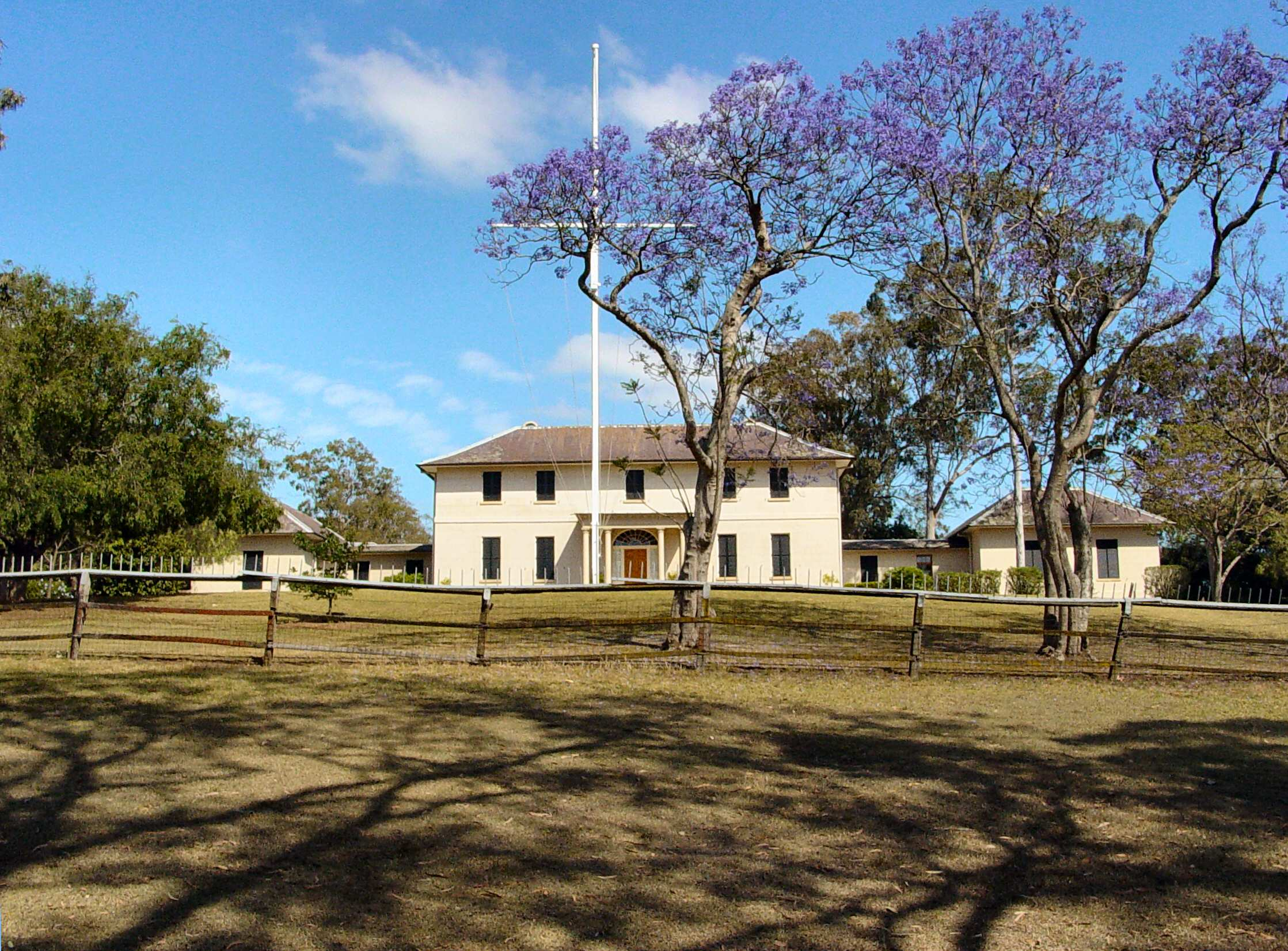
خانه تاریخی فرماندار
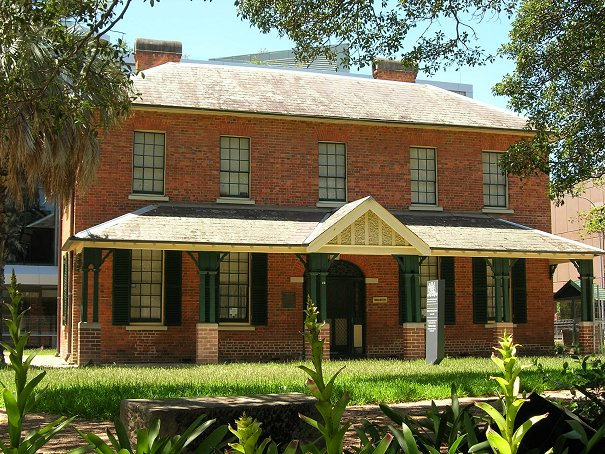
بریزلینگتون - خیابان مارسدن
پست خانه تاریخی پاراماتا - خیابان چرچ

## پیشه‌های ایرانی
از محلات این منطقه Auburn است که بسیاری از ایرانیان و افغانیان منطقه در آن ساکن هستند و در این محله فروشگاه‌های ایرانی و افغانی زیادی وجود دارند.

### فروشگاه‌ها
- فروشگاه آریا
- فروشگاه پارس
- فروشگاه زرین

### رستوران‌ها
- شیراز

## کانون‌های فرهنگی آموزشی ایرانی
- مدرسه فارسی زبانان پاراماتا
- کانون فرهنگی ایرانیان و کتابخانه فارسی زبانان - هریس پارک
- کلیسای فارسی زبانان پاراماتا